# Mayrhofen

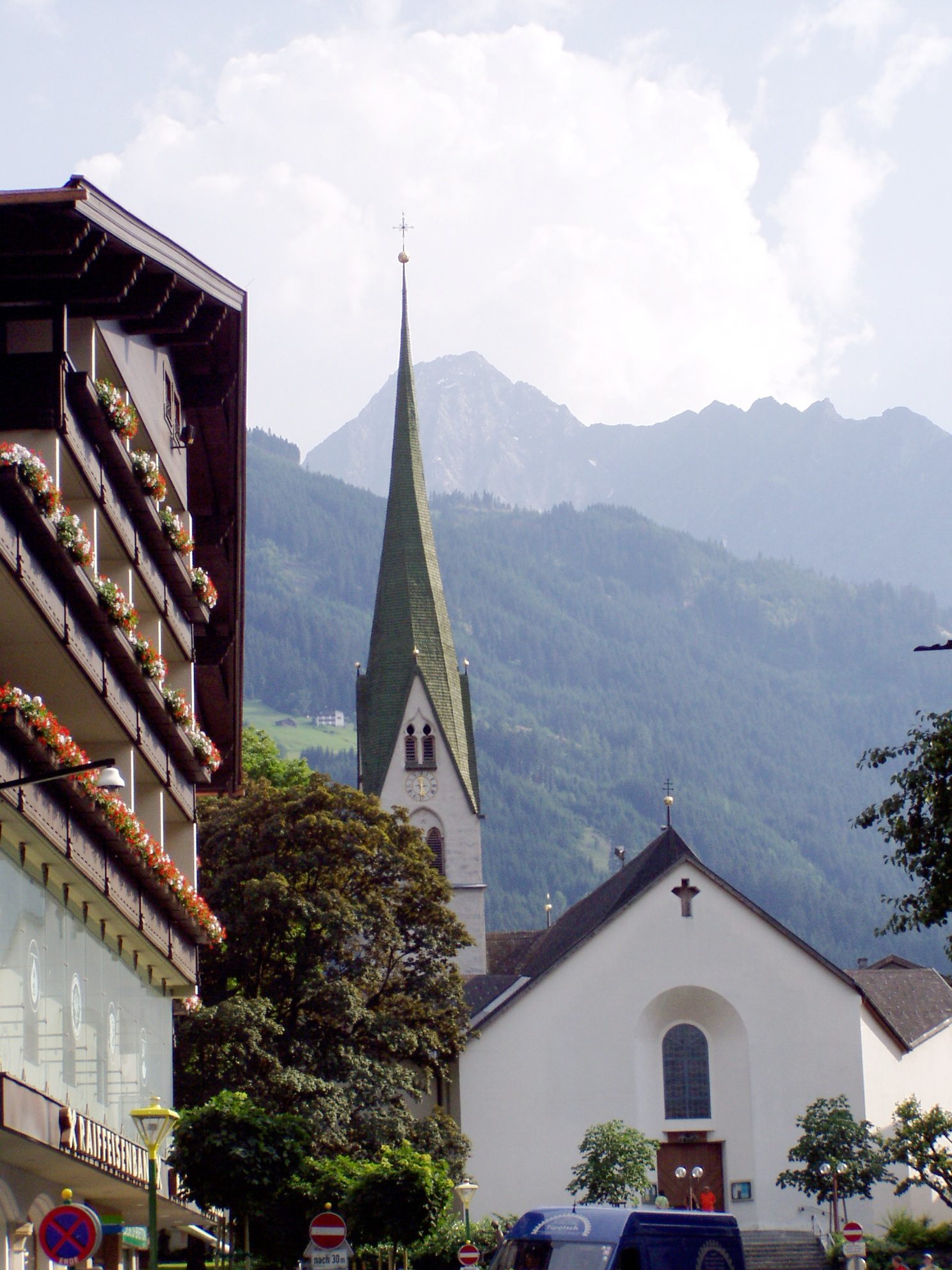
Le clocher de l'église

Mayrhofen est une petite ville touristique d'Autriche située au fond de la vallée de la Ziller (Zillertal) dans le Tyrol.
C'est une station de villégiature l'été pour le départ de nombreuses randonnées vers les sommets environnants, sa vocation touristique date de plus de cent ans. Elle joue un rôle de capitale touristique régionale grâce à l'importance de ses structures d'hébergement, la variété de ses commerces, à la qualité de ses équipements sportifs (piscine, patinoire).
La population peut atteindre plus de 10 000 habitants (au lieu de 3 900) en haute saison touristique.
C'est une station de ski l'hiver, le ski se pratique sur le massif du Penken, jusqu'à 2 250 mètres par 76 kilomètres de pistes. Le domaine skiable est atteint par le Penkenbahn depuis Mayrhofen. Il possède la piste damée la plus raide du pays, Harakiri, avec 78 %.
Le transport à Mayrhofen est assuré par les autocars et les trains de la Zillertaler Verkehrsbetriebe AG, communément appelée Zillertalbahn.

## Tourisme et positionnement
Mayrhofen est une station de ski fréquenté par la haute bourgeoise internationale. On y trouve en effet de nombreux hôtels de luxe, de grands restaurants et des boutiques prestigieuses.
Cette haute bourgeoisie se compose principalement de grands dirigeants, de banquiers, de familles fortunées, d'héritiers, de stars du cinéma et de télévision.
L'immobilier de la ville est principalement composé de grands chalets et d'appartements en duplex ou en triplex.

## Lieux et monuments
L'église paroissiale de l'assomption possède un clocher tors tournant de droite à gauche.

## Jumelages
La ville de Mayrhofen est jumelée avec :

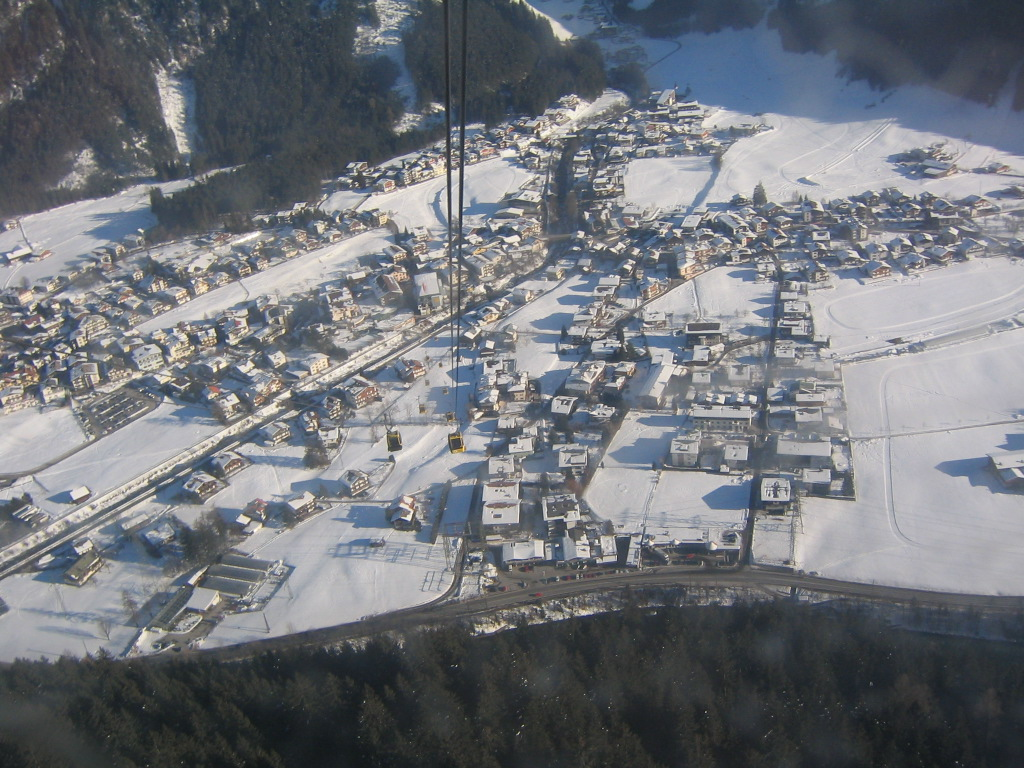
Vue de Mayrhofen du télécabine.

- Bad Homburg vor der Höhe (Allemagne) ;
- Mondorf-les-Bains (Luxembourg) ;
- Cabourg (France) ;
- Coire (Suisse) ;
- Terracina (Italie).